# Повратак Војске Југославије у Копнену зону безбедности
Повратак Војске Југославије у Копнену зону безбедности је војна операција коју је извела ВЈ и Полиција Србије на административној линији између Косова и Метохије и Централне Србије у периоду 14. март - 31. мај 2001. године. Операција је изведена у току завршнице сукоба на југу Србије и представља враћање државног суверенитета СРЈ над демилитаризованом зоном дуж границе са Косовом и Метохијом. Операције су углавном изведене без оружаних провокација, инцидената и сукоба. Југословенске Здружене снаге безбедности су ушле у целу КЗБ, запоселе доминанте објекте и започеле остваривање наменских задатака. Део операције пратили су председник Координационог тела СРЈ за југ Србије Небојша Човић, савезни министар одбране Слободан Краповић, највише старешине ВЈ на челу са начелником Генералштаба ВЈ генерал-пуковником Небојшом Павковићем, представници НАТО, КФОР-а и мисије ОЕБС-а. Операције уласка биле су јавне, унапред најављене и пратили су их бројни новинари.
У операцијама уласка и поседања КЗБ нису учествовале снаге које су биле на ратишту на Косову и Метохији, већ се ради о новим антитерористичким и противдиверзантским јединицама ВЈ и специјалним полицијским саставима. Здруженим снагама безбедности је командовао тада генерал-потпуковник Војске Југославије Нинослав Крстић. У складу са одредбама Споразума о повратку Војске Југославије у КЗБ према административној линији ка Косову и Споразума о прекиду ватре између српских снага безбедности и албанских терориста, ВЈ је изместила део тешког наоружања са задњег обода КЗБ.

## Позадина
Након завршетка рата на Косову јуна 1999. године Кумановским споразумом ВЈ и српска полиција су повучене са Косова и успостављена је Копнена зона безбедности (КЗБ) између Србије и Косова дужине 5 км на копну и 25 км у ваздуху, унутар територије Србије.
У тој демилитаризованој зони ВЈ није имала приступ, само су полицијске групе јачине до 10 људи наоружане само лаким оружјем могле да патролирају и одржавају ред у КЗБ. Оваква позиција српске полиције омогућила је албанским терористима да са Косова упадају на југ Србије и врше терористичке нападе. Борбе и сукоби српске полиције и терориста ОВПМБ су отпочели лета 1999. године у КЗБ општине Куршумлије, да би се затим проширили и на КЗБ Бујановца, Прешева и Медвеђе. Напади су се све више појачавали да би лета и јесени 2000. године дошло до Битке код Бујановца у којој је ОВПМБ заузела неколико полицијских пунктова у КЗБ али је заустављена њена офанзива ка Бујановцу.
Након ове битке и 2001. године су настављени сукоби у које се умешала и ВЈ. Након што је НАТО увидео да ситуација почиње измицати контроли, након дипломатске иницијативе владе др Зорана Ђинђића, дозволио је југословенским снагама повратак прво у јужни сектор КЗБ, на граници са Македонијом, да би се спречили нелегални преласци границе и зауставило допремање оружја и људства терористима ОНА у Кумановском региону, а затим и у остале секторе Копнене зоне безбедности. Одлука НАТО-а да се започне са повратком донета је 7. марта 2001. године, а саопштио ју је генерални секретар НАТО пакта Џорџ Робертсон. Југословенским снагама је дозвољено да користе аутоматско оружје и минобацаче, као и хеликоптере, али не и тенкове и друго тешко наоружање. Дозвољено им је и да хапсе и узвраћају на евентуалне нападе, као и да се супротставе нелегалним преласцима границе.

## Операција Повратак

### Повратак ВЈ у сектор Ц − исток
У 06.30 часова 14. марта 2001. године, отпочео је повратак Здружених снага безбедности у КЗБ, у сектор Ц (исток Чарли), са спољне линије ове зоне. Југословенске снаге су распоређене према западу, са линије Прешево-Миратовац, у три правца: ка селима Миратовац, Норча и Трнава. Операцијом је руководио генерал-потпуковник Нинослав Крстић, а са најспремнијим јединицама Приштинског корпуса у источни део сектора Ц ушли су и начелник Генералштаба ВЈ генерал-пуковник Небојша Павковић, командант Треће армије генерал-пуковник Владимир Лазаревић, командант Приштинског корпуса генерал-мајор Радојко Стефановић, генерал Обрад Стевановић и још неколико официра ВЈ. Операцију повратка пратили су са лица места председник Координационог тела СРЈ за југ Србије Небојша Човић и чланови Координационог тела Мића Марковић и Милован Чогурић. Улазак у сектор Ц, на тромеђи Србије, Македоније и Космета, протекао је без инцидената. Већ у 07.20 часова Небојша Павковић је јавио председнику СРЈ Војиславу Коштуници да се операција успешно одвија. На терену није било нагазних мина, нити су примећене наоружане групе албанских терориста. На небу изнад Македоније је уочено неколико хеликоптера КФОР-а типа кобра који су надгледали операцију.
У сектор Ц - исток прве су ушле инжињеријске јединице које су имале задатак да цео терен испитају и евентуално отклоне опасност од постављених мина. Убрзо, такорећи истовремено са њима, у зону су ушли и остали припадници ВЈ предвођени генералом Павковићем и осталим командантима. Са Павковићем је приликом уласка у део сектора Ц био и потпуковник Дејвид Олвејн, војни аташе америчке амбасаде, који је са изузетном пажњом пратио дешавања, али је истовремено био и веома изненађена када је добио информацију да је ВЈ уместо за 10 сати, колико је по рачуници КФОР-а било предвиђено за ову операцију, завршила заузимање положаја за само 2 сата.

### Повратак ВЈ у сектор Ц − запад и у сектор А
Након уласка у источни део сектора Ц, 22. марта 2001. године команда КФОР-а на челу са генералом Кабиђозуом, на састанку са југословенским представницима у Мердарима, одобрила је улазак ВЈ и у западни део сектора Ц (уз границу Црне Горе и КиМ) и у сектор А (до граничне линије са општином Медвеђа).
Повратак у ове делове КЗБ, који је извршила Друга армија ВЈ, отпочео је у 07.00 часова 25. марта. Према речима пуковника Радосава Михаиловића, који се налазио на лицу места, операција је изведена без инцидената и по предвиђеном плану а пратили су је и чланови Координационог тела, представници КФОР-а као и посматрачи ЕУ. Овом операцијом повраћен је државни суверенитет СРЈ над пограничним појасом општина: Плав, Беране, Рожаје, Тутин, Нови Пазар, Рашка, Брус и Куршумлија. Укупна дужина западног дела сектора Ц и сектора А износила је 263 км, а ширина 5 км, односно све укупно око 1300 km².

### Повратак ВЈ у сектор Д
Припреме Војске Југославије за улазак у сектор Д Копнене зоне безбедности (погранично подручје општине Медвеђе), отпочеле су након састанка генерала Нинослава Крстића са представницима КФОР-а у Мердарима код Куршумлије 2. априла 2001. године. Споразум о уласку у сектор Д потписали су у Мердарима 12. априла Нинослав Крстић и Небојша Човић као и представници КФОР-а. Дан раније албански терористи су са 2 минобацачке мине напали положаје полиције у селу Маровац, општина Медвеђа, и рафалном паљбом дејствовали по припадницима локалне полиције на коти Бели Камен, општина Медвеђа. Управо на овим рејонима били су и представници Координационог тела који су вршили припреме за запоседање сектора Д.
Након спроведених припрема, југословенске снаге су са спољног обода сектора Д извршиле покрет са полазних положаја и улазак у сектор Д рано ујутро 14. априла. Операцију су пратили тимови КФОР-а, посматрачи ЕУ и бројни новинари. Након успешне операције током које није било сукоба, генерал Нинослав Крстић је похвалио припаднике јединица оперативне групе Југ и посебно похвалио припаднике борбене групе полиције која је запосела рејон Равна Бања - Моравце сектора Д. Стање у овом сектору после уласка ВЈ било је стабилно и није било провокација албанских терориста.

### Повратак ВЈ у сектор Б
Команданти ОВПМБ Шефкет Муслију, Ридван Ћазими-Леши и Мустафа Шаћири су 21. маја у Кончуљу потписали споразум о демобилизацији и демилитаризацији ОВПМБ до 31. маја 2001. године, чиме су загарантовали безбедан и миран улазак ВЈ у сектор Б Копнене зоне безбедности према следећем распореду: Зона Б југ до 22. маја, Зона Б центар до 31. маја, док Зона Б север није била под контролом терориста. Споразум је потписан у присуству Шона Саливена, шефа канцеларије НАТО-а за Југославију. Истог дана командант Здружених снага безбедности генерал Нинослав Крстић је у Мердарима разговарао са командантом КФОР-а и том приликом је потписан документ о повратку ВЈ у сектор Б. За извршење овог задатка ангажоване су нове специјалне антитерористичке и противдиверзантске јединице Здружених снага безбедности. Акција је спроведена уз координацију КФОР-а и до 24. маја ВЈ је запосела 90 процената зона Б југ и Б север, не наишавши на никакав отпор терориста. Операција је настављена ради уклањања мина и заплене оружја, муниције и војне опреме.
Током запоседања зоне север сектора Б 24. маја, током размене ватре између ВЈ и ОВПМБ, погинуо је командант терориста сектора Б Ридван Ћазими, у рејону брда Гури Гат (Црни Камен) код Великог Трновца. Сукоб је трајао од 11.30 до 15.00 часова. Ћазими се налазио у заклону са још тројицом екстремиста и када је устао и пошао ка свом џипу погођен је у главу. Након погибије Ћазимија, по југу Србије су почеле да круже разне приче, од тога да је погинуо у сукобу зараћених фракција ОВПМБ око поделе преосталог плена, до тога да је побегао на Косово, па у Албанију. На конференцији за новинаре Небојша Човић је демантовао информацију да је са Ћазимијем у том тренутку био и Шон Саливен, и отклонио је сумње око судбине Ридвана Ћазимија рекавши да је погинуо у сукобу са српским снагама безбедности. Такође је похвалио начин на који су запоседнуте зоне Б југ и Б север, додавши да ВЈ неће улазити у Зону Б центар, где се налази највећа концентрација терориста, до 31. маја.
ВЈ је извршила последњу операцију током запоседања КЗБ 31. маја, уласком у зону Б центар. Повратком припадника ВЈ у централни део сектора повраћен је суверенитет над тим делом територије СРЈ, а цела акција је завршена до 12.00 часова, када су српске снаге безбедности изашле на административну линију са Косовом. Приликом операције није било сукоба нити провокација од стране терориста или албанских цивила. Након уласка у село Добросин, центар терориста, припадници полиције извршили су преглед 14 напуштених смештајних објеката ОВПМБ, и уз присуство председника Месне заједнице Добросин Решата Салихија пронашли 2 противпешадијске мине, униформе и војну опрему, три радио станице, 100 комада санитетских носила и друго. Током распоређивања ВЈ дуж леве границе централног дела сектора Б, на коти Високо било, водник Братислав Милинковић (1957), припадник 63. падобранске бригаде из Ниша, нагазио је на противпешадијску мину и задобио тешку повреду леве ноге. Он је оперисан у војној болници у Бујановцу а затим пребачен на даље лечење у Ниш.
Уласком Здружених снага безбедности у зону Б центар завршена је Операција Повратак и поново је успостављена контрола над целокупном Копненом зоном безбедности, чиме су завршени сукоби на југу Србије 1999-2001.